# Natriumpermanganat
Natriumpermanganat ist eine chemische Verbindung aus der Gruppe der Natriumverbindungen und Permanganate.

## Gewinnung und Darstellung
Natriumpermanganat kann durch Reaktion von Mangandioxid mit Natriumhypochlorit gewonnen werden.
{\displaystyle \mathrm {2\ MnO_{2}+3\ NaClO+2\ NaOH\longrightarrow 2\ NaMnO_{4}+3\ NaCl+H_{2}O} }

## Eigenschaften
Natriumpermanganat ist ein violetter geruchloser brandfördernder Feststoff, welcher löslich in Wasser ist. Er zersetzt sich bei Erhitzung, wobei Sauerstoff entsteht.
{\displaystyle \mathrm {10\ NaMnO_{4}\longrightarrow } } {\displaystyle \mathrm {3\ Na_{2}MnO_{4}+7\ MnO_{2}+2\ Na_{2}O+6\ O_{2}} }

## Verwendung
Aufgrund seiner hohen Löslichkeit werden seine wässerigen Lösungen als Ätzmittel für gedruckte Schaltungen verwendet.
In der V2-Rakete wurde es für den Antrieb der Treibstoff-Turbopumpe durch katalytische Zersetzung von hochkonzentriertem Wasserstoffperoxid eingesetzt.
Natriumpermanganat wird auch bei der industriellen Herstellung von Kokain benutzt. Deshalb wurde von der amerikanischen US Drug Enforcement Agency (DEA) seit 2006 der Verkauf beschränkt, was zu einer Verdopplung des Kokainpreises führte.